# Sixtus III.
Sixtus III. (Xystus) (* im 4. Jahrhundert oder 5. Jahrhundert; † 18. oder 19. August 440) war Bischof von Rom (31. Juli 432–440). Sein Name bedeutet: S(e)xtus = der Sechste (latein.) bzw. Xystus = der Geglättete (griech.)

## Leben
Sixtus wird oft mit der Errichtung wichtiger Kirchen in Rom in Verbindung gebracht: Santa Sabina auf dem Aventin, Santa Maria Maggiore, deren Widmung an Maria, die Mutter Gottes, seine Anerkennung des Konzils von Ephesos (431) widerspiegelt. Auf diesem Konzil drehte sich die Debatte um die menschliche und göttliche Natur Christi sowie die Frage, ob Maria als Mutter Jesu wie ein Mensch oder als Mutter Christi wie ein Gott betrachtet werden kann. Das Konzil gab ihr den griechischen Titel „Theotokos“ (Gottes-Gebärerin, Mutter Gottes), und die Widmung der großen Kirche in Rom ist eine Antwort darauf. Sixtus III. soll St. Patrick nach Irland gesandt haben.

## Gedenktage
- katholisch: 19. August
- Weihe der Kirche S. Maria Maggiore in Rom